# The Woods
The Woods — серия комиксов, которую в 2014—2017 годах издавала компания Boom! Studios.

## Синопсис
История начинается в подготовительной школе к колледжу в пригороде Милуоки (Висконсин). 513 человек, включая 437 студентов, 52 учителей и 24 сотрудников, исчезают 16 октября 2013 года. Они появляются на покрытой лесом луне в неизведанной части вселенной.
Серия повествует, в частности, о семи студентах: Исааке Эндрюсе, Карен Джейкобс, Колдере Маккриди, Санами Ота, Марии Рамирес, Адриане Роте и Бенджамине Стоуне.

## Коллекционные издания

### Тома
| Название                            | Тип            | Дата выхода      | Собранный материал | Кол-во страниц | ISBN          |
| ----------------------------------- | -------------- | ---------------- | ------------------ | -------------- | ------------- |
| The Woods, Volume 1: The Arrow      | Мягкая обложка | 23 сентября 2014 | The Woods #1-4     | 96             | 9781608864546 |
| The Woods, Volume 2: The Swarm      | Мягкая обложка | 12 мая 2015      | The Woods #5-8     | 112            | 9781608864959 |
| The Woods, Volume 3: New London     | Мягкая обложка | 19 января 2016   | The Woods #9-12    | 112            | 9781608867738 |
| The Woods, Volume 4: Movie Night    | Мягкая обложка | 7 июня 2016      | The Woods #13-16   | 112            | 9781608868223 |
| The Woods, Volume 5: The Horde      | Мягкая обложка | 8 ноября 2016    | The Woods #17-20   | 112            | 9781608868575 |
| The Woods, Volume 6: The Lost       | Мягкая обложка | 25 апреля 2017   | The Woods #21-24   | 112            | 9781608869435 |
| The Woods, Volume 7: The Black City | Мягкая обложка | 11 июля 2017     | The Woods #25-28   | 112            | 9781608869893 |
| The Woods, Volume 8: The Final War  | Мягкая обложка | 5 декабря 2017   | The Woods #29-32   | 112            | 9781684150403 |
| The Woods, Volume 9: The Way Home   | Мягкая обложка | 20 марта 2018    | The Woods #33-36   | 112            | 9781684151271 |

### Ежегодники
| Название                               | Тип            | Дата выхода     | Собранный материал     | Кол-во страниц | ISBN          |
| -------------------------------------- | -------------- | --------------- | ---------------------- | -------------- | ------------- |
| The Woods Yearbook Edition: Book One   | Мягкая обложка | 14 мая 2019     | The Woods, Volume #1-3 | 304            | 9781684153640 |
| The Woods Yearbook Edition: Book Two   | Мягкая обложка | 13 августа 2019 | The Woods, Volume #4-6 | 240            | 9781684153923 |
| The Woods Yearbook Edition: Book Three | Мягкая обложка | 3 декабря 2019  | The Woods, Volume #7-9 | 304            | 9781684154685 |

## Отзывы
На сайте Comic Book Roundup серия имеет оценку 8 из 10 на основе 123 рецензий. Дуг Завиша из Comic Book Resources, обозревая дебют, написал, что это «мощное произведение, которое с головокружительной скоростью переходит от юмористического к ужасающему». Майкл Моччио из Newsarama дал первому выпуску 9 баллов из 10 и посчитал, что «Джеймс Тайнион всё делает правильно». Его коллега Форрест С. Хелви дал дебюту оценку 8 из 10 и отметил, что у него интересная концепция. Джастин Джампаоли из Comics Bulletin вручил первому выпуску 4 звезды из 5 и подчёркивал, что он отражает «все различные архетипы личности, с которыми может идентифицировать себя аудитория». Стивен Майкл Скотт из PopMatters оценил второй выпуск в 7 баллов из 10 и назвал комикс «развлечением в стиле грайндхауса».

### Награды
| Год  | Награда                                  | Категория                           | Результат | Пр.           |
| ---- | ---------------------------------------- | ----------------------------------- | --------- | ------------- |
| 2016 | Young Adult Library Services Association | Best Graphic Novel for Young Adults | Победа    | [ 7 ]         |
| 2017 | GLAAD Media Awards                       | Outstanding Comic Book              | Победа    | [ 8 ] [ 9 ]   |
| 2018 | GLAAD Media Awards                       | Outstanding Comic Book              | Номинация | [ 10 ] [ 11 ] |

## Сериал
В декабре 2016 года было объявлено, что американский телеканал Syfy начал разработку сериала на основе комикса. Сценарий написал Майкл Армбрустер, а продюсером и режиссёром эпизодов стал Брэд Пейтон.